# Bédeilhac
Bédeilhac – jaskinia znajdująca się w południowej Francji, w gminie Bédeilhac-et-Aynat w departamencie Ariège, w paśmie Pirenejów. Stanowisko archeologiczne, zawierające prehistoryczne malowidła naskalne. Od 18 września 1929 roku posiada status monument historique, w kategorii classé (zabytek o znaczeniu krajowym).
Jaskinia położona jest na wysokości 690 m n.p.m. Jej potężne wejście ma 57 m wysokości. System wewnętrznych galerii i korytarzy liczy łącznie ponad 750 m długości. Wewnątrz jaskini znajdują się pochodzące sprzed ok. 15 tysięcy lat malowidła naskalne wykonane przez ludność kultury magdaleńskiej, przedstawiające żubry, konie, renifery, odciski ludzkich dłoni oraz abstrakcyjne znaki geometryczne. W trakcie prac archeologicznych odkryto także znaczną liczbę unikatowych reliefów z wizerunkami zwierząt wykonanych w skale, odłamkach minerałów i kawałkach gliny.
Pierwszy znany opis jaskini sporządził w 1772 roku Jean-François Marcorelle, członek Królewskiej Akademii Nauk. Bazowe badania archeologiczne przeprowadzili w 1866 roku Filhol, Noulet i Garrigou, jednak dopiero w 1906 roku Edward Harle jako pierwszy sporządził dokumentację pokrywających ściany jaskini prehistorycznych malowideł, przebadanych następnie przez Henriego Breuila i Hugo Obermaiera Cartailhaca. Badania jaskini kontynuowano w dwudziestoleciu międzywojennym. Podczas II wojny światowej Niemcy zainstalowali wewnątrz jaskini magazyn sprzętu lotniczego; w wyniku wykonanych wówczas prac ziemnych usunięto liczne warstwy w pobliżu wejścia do jaskini, nieodwracalnie niszcząc wiele śladów archeologicznych. Po zakończeniu wojny prace archeologiczne zostały wznowione.
W jaskini Bédeilhac wykonany został pierwszy materiał filmowy zarejestrowany pod ziemią (znajdujący się obecnie w zbiorach Muzeum Historii Naturalnej w Chicago), nadano stąd także pierwszą transmisję telewizyjną na żywo z jaskini. W 1974 roku francuski pilot Georges Bonnet dokonał udanego startu samolotem z wnętrza jaskini.